# Neuroxena rectilineata
Neuroxena rectilineata là một loài bướm đêm thuộc phân họ Arctiinae, họ Erebidae.